# Estación Mariano Saavedra
Mariano Saavedra es una estación ferroviaria ubicada en la localidad de San Mariano, Departamento Las Colonias, Provincia de Santa Fe, Argentina.

## Servicios
La estación corresponde al Ferrocarril General Bartolomé Mitre de la red ferroviaria argentina.
Se encuentra actualmente sin operaciones de pasajeros, sin embargo por sus vías transitan los servicios Retiro-Tucumán de la empresa estatal Trenes Argentinos Operaciones, aunque no hace parada en esta.